# 1959 dans le catholicisme
Chronologie du catholicisme
- 1955
- 1956
- 1957
- 1958
- 1959
- 1960
- 1961
- 1962
- 1963

Cet article présente les faits marquants de l'année 1959 dans le catholicisme.

## Évènements
- 19 mars : Saint Laurent de Brindisi est proclamé Docteur de l'Église par le pape Jean XXIII.
- 12 avril : canonisation de Charles de Sezze et Joaquina Vedruna.
- 3 mai : béatification de Marie-Marguerite d'Youville.
- 29 juin : publication de l'encyclique Ad Petri cathedram sur la vérité, la paix et l'unité.
- 14 décembre : création de 8 cardinaux par Jean XXIII.

## Naissances
- 7 janvier : Marcel Utembi Tapa, prélat congolais, archevêque de Kisangani
- 8 janvier : Michel-Marie Zanotti-Sorkine, prêtre, auteur et auteur-compositeur-interprète français
- 22 janvier : Thierry Scherrer, prélat français, évêque de Perpignan
- 6 février : Joseph de Metz-Noblat, prélat français, évêque de Langres
- 22 février : Cirill Hortobágyi, moine bénédictin hongrois, archi-abbé de Pannonhalma
- 2 mars : Pablo Virgilio David, cardinal philippin, évêque de Caloocan
- 10 mars : 
  - Christian Bouchacourt, prêtre traditionaliste français
  - José Luis Escobar Alas, prélat salvadorien, archevêque de archidiocèse de San Salvador
- 18 mars : Mauro-Giuseppe Lepori, moine cistercien suisse, abbé général de l'Ordre cistercien
- 29 mars : Pascal N'Koué, prélat béninois, archevêque de Parakou
- 9 avril : Jean-Marie Le Vert, prélat français, évêque auxiliaire de Bordeaux et évêque titulaire de Briançonnet
- 10 avril : Alain de Raemy, prélat suisse, évêque auxiliaire de Lausanne, Genève et Fribourg et évêque titulaire de Turris-en-Maurétanie (de)
- 14 avril: Rosario Gisana, prélat italien, évêque de Piazza Armerina
- 28 avril : Richard Smith, prélat canadien, archevêque de Vancouver
- 2 mai : Paul Fitzpatrick Russell, prélat américain, diplomate du Saint-Siège et archevêque titulaire de Novi (de)
- 10 mai : 
  - Jean-Marie Benoît Balla, prélat camerounais, évêque de Bafia, assassiné († 31 mai 2017)
  - Christophe Le Sourt, prêtre français, secrétaire général de la Conférence des évêques de France
- 12 mai : Mark Davies, prélat britannique, évêque de Shrewsbury
- 15 mai : Charles Scicluna, prélat maltais de la Curie, archevêque de Malte, précédemment évêque titulaire de San Leone (de)
- 20 mai : Joseph Spiteri, prélat maltais, diplomate du Saint-Siège et archevêque titulaire de Serta (de)
- 10 juin : Bernardito Auza, prélat philippin, diplomate du Saint-Siège et archevêque titulaire de Suacia (de)
- 11 juin : Robert P. Reed, prélat américain, évêque auxiliaire de Boston et évêque titulaire de Sufar
- 12 juin : Petar Rajič, prélat canadien, diplomate du Saint-Siège et archevêque titulaire de Sarsenterum (de)
- 14 juin : Hervé Gaschignard, prélat français, évêque d'Aire et Dax, accusé d'abus sexuels
- 15 juin : Baselios Cleemis, cardinal indien, archevêque majeur syro-malankare de Trivandrum
- 17 juin : Thierry Brac de La Perrière, prélat français, évêque auxiliaire de Lyon et évêque titulaire de Zallata
- 21 juin : Richard Baawobr, cardinal ghanéen, évêque de Wa († 27 novembre 2022)
- 4 juillet : Daniel Fernando Sturla Berhouet, cardinal uruguayen, archevêque de Montevideo
- 7 juillet : Justin Kientega, prélat burkinabé, évêque de Ouahigouya
- 10 juillet : Dominicus Meier, prélat bénédictin allemand, évêque d'Osanbrück
- 18 juillet : Ilson de Jesus Montanari, prélat brésilien de la Curie et archevêque titulaire de Caput Cilla (de)
- 1er août : Karl Borsch, prélat allemand, évêque auxiliaire d'Aix-la-Chapelle et évêque titulaire de Crepedula (de)
- 7 août : Stephen Chow Sau-yan, cardinal jésuite chinois, évêque de Hong Kong
- 26 août : Christian Rodembourg, prélat canadien, évêque de Saint-Hyacinthe
- 3 septembre : Bernard Hebda, prélat américain, archevêque de Saint-Paul et Minneapolis
- 5 septembre : Peter Karam, prélat libanais, évêque de la curie maronite et évêque titulaire d'Arca-en-Phénicie des Maronites (de)
- 21 septembre : Enrique Figaredo Alvargonzález, prêtre jésuite et missionnaire espagnol, préfet apostolique de Battambang
- 2 octobre : Lodewijk Aerts, prélat belge, évêque de Bruges
- 3 octobre : Stefan Zekorn, prélat allemand, évêque auxiliaire de Münster et évêque titulaire d'Aquae Albae-en-Maurétanie (de)
- 9 octobre : Rudolf Voderholzer, prélat allemand, évêque de Ratisbonne
- 13 octobre : Charles John Brown, prélat américain, diplomate du Saint-Siège et archevêque titulaire d'Aquilée (de)
- 21 octobre : Sérgio da Rocha, cardinal brésilien, archevêque de Salvador de Bahia
- 3 novembre : Matthias König, prélat allemand, évêque auxiliaire de Paderborn et évêque titulaire d'Elicroca (de)
- 16 novembre : Bruno Feillet, prélat français, évêque de Séez
- 19 novembre : Robert Barron, prélat, prédicateur et théologien américain, évêque de Winona-Rochester
- 20 novembre : Franz-Peter Tebartz-van Elst, prélat allemand, évêque de Limbourg
- 22 novembre : Maurice Choriol, moine bénédictin français, abbé de Tholey († 9 juillet 2025)
- 28 novembre : François Cassingena-Trévedy, moine bénédictin, écrivain et poète français
- 13 décembre : Euzébius Chinekezy Ogbonna Managwu (de), prélat tchadien, évêque de Port-Gentil (en)
- 18 décembre : Pascal Wintzer, prélat français, archevêque de Sens-Auxerre
- 21 décembre : Philippe Bordeyne, prêtre, universitaire et théologien français
- Date précise inconnue : 
  - Samuel Kleda, prélat camerounais, archevêque de Douala
  - Thomas Rosica, prêtre et homme de télévision canadien

## Décès
- 22 février : Gustave Deswazières, prélat et missionnaire français, vicaire apostolique de Pakhoi et évêque titulaire de Maximiana-en-Numidie (de) (° 14 octobre 1882)
- 25 février : Céline Martin, religieuse carmélite française, sœur de Sainte Thérèse de Lisieux (° 28 avril 1869)
- 23 mars : Georges Hénocque, prêtre, aumônier militaire, résistant et déporté français (° 13 octobre 1870)
- 29 avril : Barthélemy Boganda, prêtre défroqué et homme politique centrafricain (° 4 avril 1910)
- 2 avril : Bienheureux Nikola Carneckyj, prélat grec-catholique ukrainien, exarque apostolique de Volyn, martyr du communisme (° 14 décembre 1884)
- 12 avril : Primo Mazzolari, prêtre, résistant et journaliste italien (° 13 janvier 1890)
- 16 avril : Edmond Loutil, prêtre et journaliste français (° 17 novembre 1863)
- 26 avril : Albert Peyriguère, prêtre français, ermite au Maroc (° 28 septembre 1883)
- 4 mai : Georges Grente, cardinal français, archevêque-évêque du Mans, membre de l'Académie française (° 5 mai 1872)
- 7 mai : 
  - Joseph Marcadé, prélat français, évêque de Laval (° 23 novembre 1894)
  - Crisanto Luque Sánchez, premier cardinal colombien, archevêque de Bogotá (° 1er février 1889)
- 4 août : Bienheureux Ioan Bălan, prélat grec-catholique roumain, évêque de Lugoj, martyr du communisme (° 11 février 1880)
- 7 août : Michael Joseph Keyes, prélat américain, évêque de Savannah puis évêque titulaire d'Aréopolis (de) (° 28 février 1876)
- 8 août : Luigi Sturzo, prêtre et homme politique italien (° 26 novembre 1871)
- 14 août : Bianca Piccolomini Clementini, religieuse et vénérable italienne, fondatrice de la Compagnie Sainte Angèle Merici (° 7 avril 1875)
- 7 septembre : Alberto Vassallo di Torregrossa, prélat italien, diplomate du Saint-Siège et archevêque titulaire d'Émèse (de) (° 28 décembre 1865)
- 2 novembre : Federico Tedeschini, cardinal italien de la Curie (° 12 octobre 1873)
- 14 novembre : Louis Duplan, prêtre et résistant français (° 23 mai 1902)
- 16 novembre :  Marcelina de San José, religieuse et vénérable vénézuélienne, fondatrice des Petites sœurs des pauvres de saint Pierre Claver (° 18 juin 1874)
- 19 novembre : Joseph Charbonneau, prélat canadien, archevêque de Montréal (° 31 juillet 1892)
- 18 décembre : John Roderick MacDonald, prélat canadien, évêque d'Antigonish (° 9 juillet 1891)
- 19 décembre : Bienheureux René Dubroux, prêtre, missionnaire au Laos et martyr français (° 28 novembre 1914)